# Fernando Rodríguez Méndez
Fernando Rodríguez Méndez, también conocido como Fernando Méndez, es un periodista de investigación y escritor español. Miembro de la Federación de Asociaciones de Periodistas de España (FAPE) y de la Federación Internacional de Periodistas (FIP), es columnista de ABC y autor, entre otros libros, de las investigaciones periodísticas sobre el “Caso Metílico”.

## Trayectoria
Trabajó en los ámbitos de la comunicación institucional, tecnológica y judicial. Es máster en Drogodependencias y está especializado en comunicación de organizaciones. Como periodista trabajó en los periódicos Faro de Vigo y La Región y en Televisión de Galicia. Colaboró con otros medios de comunicación como El Observador, Cambio 16, Interviú, Radio Minuto, Tiempo y RNE.Jefe de prensa de la Consejería de Agricultura de la Junta de Galicia, director de Comunicación del Parque Tecnolóxico de Galicia, asesor de Comunicación de la Diputación de Orense y director de la Fundación Araguaney-Puente de Culturas.

## Obra en gallego

### Ensayo
- Historia dun crime. O caso do Metílico (1998, Galaxia).[3]

### Narrativa
- Deus xogando aos dados, (2011, Sotelo Blanco).

### Obras colectivas
- Voz e voto. Homenaxe a Celso Emilio Ferreiro (1991).
- Contos do Sacaúntos. Romasanta o criminal (2016, Urco)
- A Galicia inédita (2024, Teófilo Comunicación)

## Obra en español

### Ensayo
- Metílico, 50 años envenenados (2013, Sotelo Blanco).[3]

- Mil muertos de un trago: el caso de bebidas envenenadas con alcohol metílico (1998, Península).[3]

### Narrativa
- Cuatro esquinitas tiene mi cama (2014, Suma de letras). ISBN 9788483656280.
- Nunca guardes las cosas rotas (2014, Aldevara). ISBN 9788415363880.
- Los tiburones no comen pan (2023, Bunker Books). ISBN 9788419579201.
- La vida mientras luchamos (2024, RBA). ISBN 9788490569368.

### Obras colectivas
- La noche y los guerreros de fuego. Obra colectiva. Premio Internacional Latin Heritage Foundation (Estados Unidos, 2011).

## Galardones y reconocimientos
- Premio Nacional Reina Sofía de Periodismo sobre Drogas (1992 y 1993).
- Premio de la Junta de Galicia de Periodismo en Drogodependencias (1990, 1991 y 1995).
- Premio Nacional de Periodismo Julio Camba de reportajes (1991).
- Finalista del Premio de investigación periodística "Rodolfo Walsh" (1999).
- Segundo premio Hebe Plumier de relatos (2010).
- Premio Vicente Risco de Creación Literaria (2010) por su novela Deus xogando aos dados.[4]
- Premio Literario Internacional Latin Heritage Foundation (Estados Unidos, 2011).
- Finalista del IV Premio de Novela Qué Leer - Volkswagen (2011).
- Finalista del XX Premio Edebé de Literatura Juvenil (2012).
- Finalista del Premio de la Asociación Gallega de Editores a la mejor novela, por su obra “Deus xogando aos dados” (2012).
- Finalista del XXXII Premio Felipe Trigo de Novela (2012).
- Premio internacional de periodismo de investigación Ana María Agüero Melnyczuk por su obra "El Caso Metílico" (Argentina, 2013).
- VI Premio de Novela "Ciudad de Almería" (2014) por su obra Nunca guardes las cosas rotas.
- Premio "Ramón Puga", Radio Ourense-Ser, a la mejor novela por Cuatro esquinitas tiene mi cama (2014).
- Finalista VII Premio de novela editorial Bunker Books-Malas Artes por Los tiburones no comen pan (2023).